# Tesuque

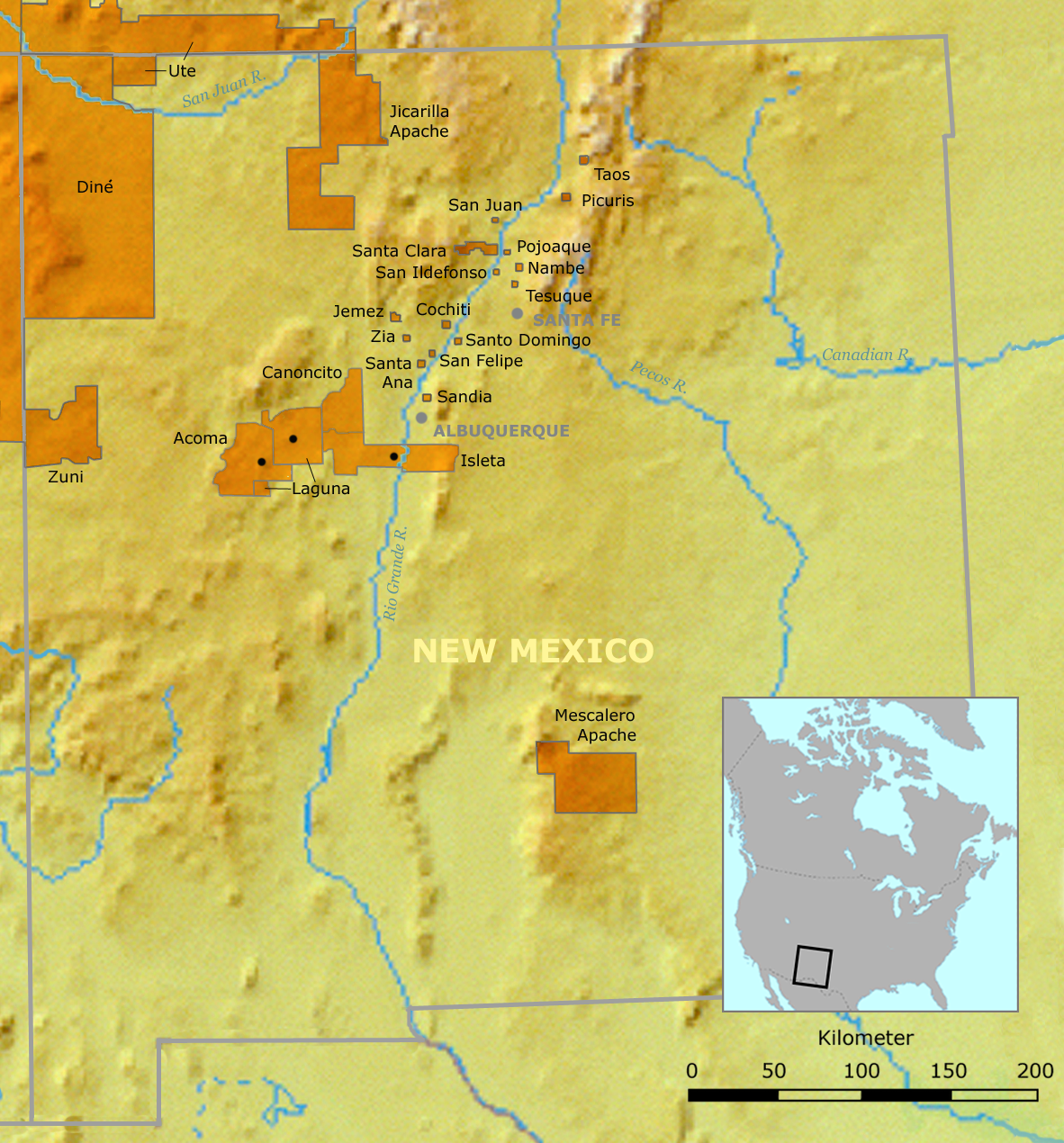
Lage des Tesuque-Pueblos, benachbarter Pueblos und Reservate in New Mexico

Die Tesuque sind Pueblo-Indianer und sprechen Tewa, eine Sprache aus der Kiowa-Tano-Sprachfamilie. Tesuque ist eine spanische Verfremdung des Eigennamens Tatunge, der Trockener Platz bedeutet. Der Pueblo liegt im Südwesten der USA in New Mexico, wenige Kilometer nördlich von Santa Fe.

## Geschichte
Tesuque gab es in historischer Zeit wahrscheinlich an zwei verschiedenen Stellen. Das erste Dorf lag drei Meilen westlich des heutigen Pueblos. Während des Pueblo-Aufstands von 1680 wurde er verlassen und die aus dem 17. Jahrhundert stammende Mission zerstört. In Tesuque begann der Pueblo-Aufstand und die Bewohner beteiligten sich am Generalangriff auf Santa Fe. Anschließend verteilten sich die Tesuquer, um zu anderen Tewa-Indianern nach Black Mesa und La Cieneguilla zu ziehen und kehrten im frühen 18. Jahrhundert zum Wiederaufbau ihres Dorfes zurück.

## Lebensweise und Kultur
Der Pueblo Tesuque hat viel von seiner alten Lebensweise erhalten; die religiöse und politische Führung liegt in den Händen zweier Kaziken, den Oberhäuptern der Winter- und Sommer-Moieties des Dorfes. Trotzdem sind sie praktisch und fortschrittlich genug, um junge leistungsfähige Leute in diejenigen weltlichen Ämter zu berufen, die geschäftliche Angelegenheiten außerhalb des Pueblos regeln.
Tesuque produzierte sehr ansehnliche Töpferwaren, die aber im frühen 20. Jahrhundert verschwanden. Die Töpfer begannen, für die amerikanischen Touristen mit Wasserfarben bemalte Nippsachen aus Ton herzustellen. Die berüchtigtste davon ist der sogenannte Tesuque-Regengott, der ursprünglich als Geschenk für einen Süßwarenfabrikanten aus dem mittleren Westen hergestellt worden war. Wahrscheinlich war er einer Figur aus dem alten Mexiko nachgebildet und hat keine Beziehung zu Tesuque, Regen oder Göttern. Er wird heutzutage immer noch hergestellt und verkauft.
Der US-Zensus aus dem Jahr 2000 ergab 383, davon 165 ständige Bewohner in dem rund 68 km² großen Reservat.